# Напівпростий модуль
Напівпрості модулі  — модулі, які є прямою сумою простих модулів. Кільце, що є напівпростим модулем над самим собою, називається напівпростим кільцем. Важливий приклад напівпростих кілець  — групове кільце скінченної групи над полем характеристики нуль. Структура напівпростих кілець описується теоремою Веддерберна  — Артіна: всі такі кільця є прямими добутками кілець матриць.

## Визначення
Наводяться три еквівалентних  визначення напівпростих модулів: модуль M називається напівпростим, якщо
1. M ізоморфний прямій сумі простих (незвідних) модулів.
2. M можна розкласти в суму простих підмодулів M.
3. Якщо N  — підмодуль M, то існує підмодуль P модуля M, такий що M = N ⊕ P.

## Властивості
- Якщо M є напівпростим і N  —  його підмодуль, то N і M/N також напівпрості.
- Якщо всі {\displaystyle M_{i}}  —  напівпрості модулі, то і пряма сума {\displaystyle \bigoplus _{i}M_{i}} є напівпростою.
- Модуль M є скінченнопородженим і напівпростим тоді і тільки тоді, коли він є артиновим і його радикал рівний нулю.

Нехай A — алгебра над полем k. Лівий модуль M над A називається абсолютно напівпростим якщо для будь-якого розширення F поля k, {\displaystyle F\otimes _{k}M} є напівпростим модулем над {\displaystyle F\otimes _{k}A}.

## Напівпрості кільця
Кільце називається напівпростим (зліва) якщо воно є напівпростим як (лівий) модуль над самим собою. Виявляється, що напівпрості зліва кільця напівпрості справа і навпаки, так що можна говорити про напівпрості кільця.
Будь-які ліві і праві модулі над напівпростим кільцем є напівпростими модулями.
Напівпрості кільця можна охарактеризувати в термінах гомологічної алгебри: кільце R є напівпростим тоді і тільки тоді, коли будь-яка коротка точна послідовність (лівих) R-модулів розщеплюється. Зокрема, модуль над напівпростим кільцем є ін'єктивним і проективним.
Напівпрості кільця є одночасно артиновими і нетеровими. Якщо існує гомоморфізм з поля в напівкільце, воно називається напівпростою алгеброю.

### Приклади
- Комутативне напівпросте кільце є ізоморфним прямому добутку полів.
- Якщо k  —  поле і G  —  скінченна група порядку n, то групове кільце k[G] є напівпростим тоді і тільки тоді, коли характеристика поля ділить n. Цей результат відомий як теорема Машке і важливий в теорії представлень груп.

## Теорема Веддерберна— Артіна
Теорема Веддерберна  — Артіна стверджує, що будь-яке напівпросте кільце є ізоморфним прямому добутку кілець матриць ni на ni з елементами в тілі Di, причому числа ni визначені однозначно, і тіла  —  з точністю до ізоморфізму. Зокрема, просте кільце є ізоморфним кільцю матриць над тілом.
Оригінальний результат Джозефа Веддерберна полягав у тому, що просте кільце, яке є скінченновимірною простою алгеброю над тілом є ізоморфним кільцю матриць. Еміль Артін узагальнив теорему на випадок напівпростих (артинових) кілець.
Приклади випадків, в яких можна застосувати теорему Веддерберна  — Артіна: кожна скінченновимірна проста алгебра над R є кільцем матриць над R, C або H (кватерніонами), кожна скінченновимірна проста алгебра над С є кільцем матриць над С.